# Habichtgraben (Eurasburg)
Habichtgraben ist ein Gemeindeteil von Eurasburg im oberbayerischen Landkreis Bad Tölz-Wolfratshausen. Die Einöde liegt circa einen Kilometer südwestlich von Eurasburg.

## Baudenkmäler
Siehe: Liste der Baudenkmäler in Habichtgraben